# Cristina Cabaña Pérez
Cristina Cabaña Pérez (Mérida, 6 de mayo de 1993) es una deportista española que compite en judo.
Ganó dos medallas de plata en el Torneo Abierto de Europa realizado en Odivelas, en los años 2018 y 2020. Participó en dos Juegos Olímpicos de Verano, ocupando el noveno lugar en Tokio 2020 y el decimoséptimo en París 2024, en la categoría de –63 kg.
Estudió el grado de Ingeniería Electrónica Industrial y Automática en la Universidad de Extremadura y el máster de Energías Renovables.